# Italie aux Jeux olympiques d'été de 1964
L'Italie participe aux Jeux olympiques d'été de 1964 à Tokyo au Japon. 168 athlètes italiens, 157 hommes et onze femmes, ont participé à 91 compétitions dans 18 sports. Ils y ont obtenu 27 médailles : dix d'or, dix d'argent et sept de bronze.

## Médailles
| Médaille | Discipline  | Épreuve                      | Athlète                                                                                                 | Performance | Date |
| -------- | ----------- | ---------------------------- | --- | ----------- | ---- |
| Or       | Athlétisme  | Marche 50 km hommes          | Abdon Pamich                                                                                            |             |      |
| Or       | Boxe        | Poids mouches                | Fernando Atzori                                                                                         |             |      |
| Or       | Boxe        |                              | Cosimo Pinto                                                                                            |             |      |
| Or       | Cyclisme    | Vitesse hommes               | Giovanni Pettenella                                                                                     |             |      |
| Or       | Cyclisme    | Course sur route hommes      | Mario Zanin                                                                                             |             |      |
| Or       | Cyclisme    | Tandem                       | Sergio Bianchetto et Angelo Damiano                                                                     |             |      |
| Or       | Équitation  | Concours complet individuel  | Mauro Checcoli                                                                                          |             |      |
| Or       | Équitation  | Concours complet par équipe  | Paolo Angioni, Mauro Checcoli et Giuseppe Ravano                                                        |             |      |
| Or       | Gymnastique | Sol hommes                   | Franco Menichelli                                                                                       |             |      |
| Or       | Tir         |                              | Ennio Mattarelli                                                                                        |             |      |
| Argent   | Cyclisme    | Vitesse hommes               | Sergio Bianchetto                                                                                       |             |      |
| Argent   | Cyclisme    | Kilomètre hommes             | Giovanni Pettenella                                                                                     |             |      |
| Argent   | Cyclisme    | Poursuite hommes             | Giorgio Ursi                                                                                            |             |      |
| Argent   | Cyclisme    | Poursuite par équipes hommes | Cencio Mantovani, Carlo Rancati, Luigi Roncaglia et Franco Testa                                        |             |      |
| Argent   | Cyclisme    | Course sur route par équipes | Severino Andreoli, Luciano Dalla Bona, Pietro Guerra et Ferruccio Manza                                 |             |      |
| Argent   | Escrime     | Épée par équipes hommes      | Giovanni Battista Breda, Giuseppe Delfino, Gianfranco Paolucci, Alberto Pellegrino et Gianluigi Saccaro |             |      |
| Argent   | Escrime     | Sabre par équipes hommes     | Giampaolo Calanchini, Wladimiro Calarese, Pierluigi Chicca, Mario Ravagnan et Cesare Salvadori          |             |      |
| Argent   | Gymnastique | Anneaux hommes               | Franco Menichelli                                                                                       |             |      |
| Argent   | Aviron      | Quatre barré                 | Renato Bosatta, Franco De Pedrina, Giuseppe Galante, Giovanni Spinola et Emilio Trivini                 |             |      |
| Argent   | Plongeon    | Plateforme 10 mètres hommes  | Klaus Dibiasi                                                                                           |             |      |
| Bronze   | Athlétisme  | 400 mètres haies hommes      | Salvatore Morale                                                                                        |             |      |
| Bronze   | Boxe        | Poids welters                | Silvano Bertini                                                                                         |             |      |
| Bronze   | Boxe        | Poids moyens                 | Franco Valle                                                                                            |             |      |
| Bronze   | Boxe        | Poids lourds                 | Giuseppe Ros                                                                                            |             |      |
| Bronze   | Équitation  |                              | Piero D'Inzeo, Raimondo D'Inzeo et Graziano Mancinelli                                                  |             |      |
| Bronze   | Escrime     | Fleuret individuel femmes    | Antonella Ragno-Lonzi                                                                                   |             |      |
| Bronze   | Gymnastique | Barres parallèles homes      | Franco Menichelli                                                                                       |             |      |